# 공주경찰서
공주경찰서(公州警察署, Gongju Police Station)는 충청남도경찰청이 관할하는 경찰서 중 하나이다. 충청남도 공주시 일대를 관할한다. 충청남도 공주시 백제문화로 2148-15(웅진동 242-12)에 위치하고 있다.
서장은 총경으로 보한다.

## 연혁
- 1906년 7월 16일: 충청남도경무서 설치[3]
- 1908년 7월 28일: 강경경찰서 분리(현재 논산경찰서), 홍산경찰서(현재 부여경찰서) 분리, 공주경찰서로 변경[4]

## 조직
| - 청문감사관 - 경무과 - 생활안전과 | - 여성청소년과 - 수사과 | - 경비교통과 - 정보보안과 |

## 관할 파출소 및 지구대
| 명칭           | 사진 | 주소                  | 관할구역                    | 치안센터       |
| -------------- | ---- | --------------------- | --------------------------- | -------------- |
| 신관지구대     |      | 신관로 3              | 신관동, 의당면, 월송동 일부 | 의당치안센터   |
| 금학지구대     |      | 우금티로 535          | 중학동, 금학동, 웅진동      | 왕릉치안센터   |
| 유구지구대     |      | 유구읍 중앙1길 115    | 유구읍, 신풍면              | 신풍치안센터   |
| 우성사곡파출소 |      | 우성면 동대리길 75    | 우성면, 사곡면              | 사곡치안센터   |
| 반포파출소     |      | 반포면 반포초교길 15  | 반포면                      | 동학사치안센터 |
| 탄천이인파출소 |      | 이인면 은행길 34      | 이인면, 탄천면              | 탄천치안센터   |
| 정안파출소     |      | 정안면 정안중앙길 169 | 정안면                      |                |
| 계룡파출소     |      | 계룡면 영규대사로 495 | 계룡면                      |                |